# Torngat-hegység
A Torngat-hegység a Labrador félszigeten található, Új-Fundland és Labrador tartomány északnyugati és Québec északkeleti csücskében. A Sarkvidéki Kordillerához tartozik. A hegység félszigetet képez, mely az Ungava-öblöt választja el az Atlanti-óceántól.

## Kiterjedés
A Torngat-hegység meglehetős földrajzi kiterjedéssel rendelkezik. A vonulat 56%-a Québecben, 44%-a Labradorban, a maradék kevesebb mint 1%-a a Nunavuthoz tartozó Killiniq-szigeten helyezkedik el. A Torngat-hegység területe – alacsony fekvésű tájait is hozzávéve – 30 067 négyzetkilométer. Több mint 300 kilométer hosszan húzódik északon a Chidley-foktól, a Labrador félsziget legészakibb pontjától délen a Hebron-fjordig. A hegységben találhatók a kontinentális Kanada keleti részének legmagasabb csúcsai.

## Felszín
Legmagasabb pontja az 1652 méter magas Mount Caubvick (Mont D'Iberville). Nincsenek fák, mert a Torngat-hegység már sarkvidéki tundra éghajlatú.
A határ québeci oldalán a permafroszt összefüggő, keleti, atlanti oldalán kiterjedt, de nem összefüggő. A terület jórészt a tengerszint felett több mint mint 300 méteres magasságban fekvő sziklás pusztaság.
| Sorrend | Név                             | magasság (m) |
| ------- | ------------------------------- | ------------ |
| 1       | Mount Caubvick                  | 1652         |
| 2       | Torngarsoak                     | 1595         |
| 3       | Cirque-hegy                     | 1568         |
| 4       | 5100-as csúcs (lábban) (24I/16) | 1554+        |
| 5       | 5074-es csúcs                   | 1547         |
| 6       | Mount Erhart                    | 1539         |
| 7       | Jens Haven                      | 1531         |
| 8       | 5000-es csúcs (24P/01)          | 1524+        |
| 9       | 5000-es csúcs (24I/16)          | 1524+        |
| 10      | Innuit-hegy                     | 1509         |

## Földtan

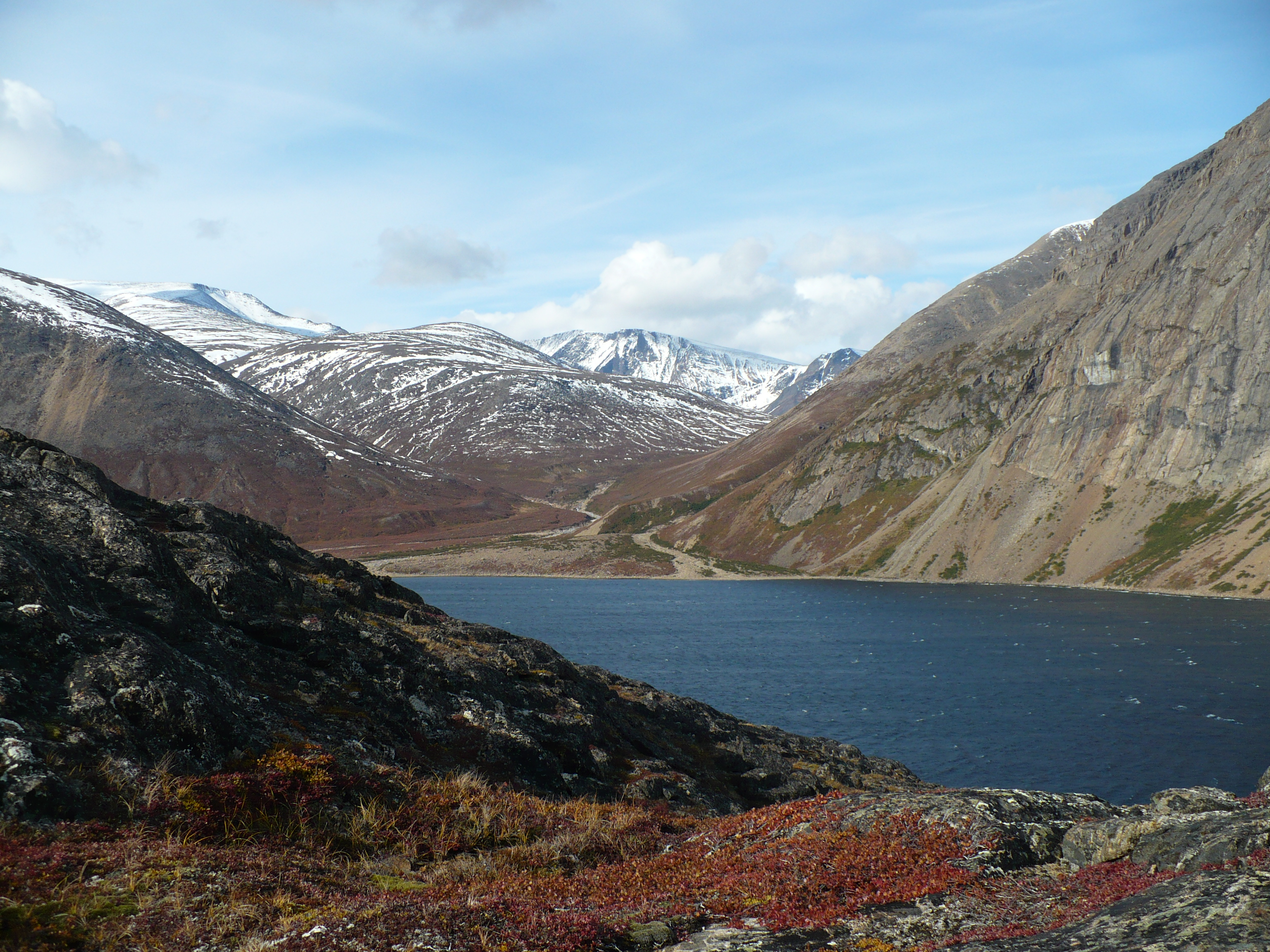
A Torngat-hegység és a Nachvak-fjord

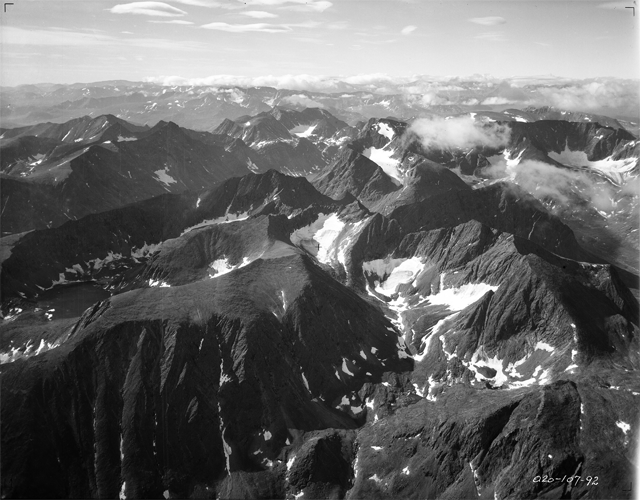
Légifelvétel a Torngat-hegység négy csúcsáról

A Torngat-hegységet alkotó prekambriumi gneisz a Föld legidősebbjei között van, 3.6–3.9 milliárd évesre becsülik. A geológusok szerint a Kanadai- (vagy Laurentiai-)ősföldhöz tartozó kőzet, amely magában foglalja az igen idős Észak-amerikai-kratont, 750 millió évvel ezelőtt szakadt le a rodiniai őskontinensről, és vált az észak-amerikai földrész alapkőzetévé.
A Torngat-hegység képződése azonban jelenkorunkhoz sokkal közelebb következett be, a Sarkvidéki Kordillera kialakulásához vezető gyűrődéses és vetődéses folyamatok eredményeként. Ez egyes tudósok szerint a hegységet "elkülöníti a környező prekambriumi Kanadai-ősföldtől", bár végeredményben kőzete ugyanúgy ősföldi kőzet.  A hegységképző erők munkájának lenyomata az Észak-amerikai- és a Nain-kraton ütközésénél lévő, gleccserrombolta sziklafalakon látható a legszebben, különösen a Saglek-fjord mentén.

## Eljegesedés
A Torngat-hegység vonulatait csupasz sziklafalak szegélyezte mély fjordok és hosszúkás tavak szabdalják. Ezeket a negyedidőszaki eljegesedés alakította ki: a jégkorszakok során a hegység legnagyobb részét legalább egyszer jégtakaró borította, bár a legutóbbi jégkorszak során a korábbiakhoz képest kisebb területet fedett a jég.
Jelenleg több mint száz kis hegyi gleccser van a hegységben, összesen kb. 195 jégmező.

## Növény- és állatvilág
A hegységet gyakran szelik át rénszarvasok, a partvidékeken jegesmedvék bóklásznak. A kanadai sarkvidék növényfajai közül számos megtalálható a Torngat-hegységben is.

## Történelem és tömegkultúra
A torngat inuktitut szó, jelentése: szellemek helye, olykor rossz szellemek helyeként értelmezik.
A torngat-hegységi nemzeti parkot (Torngat Mountains National Park) 2005. december 1-jén alapították meg. Célja az ökoturizmus feltételeinek biztosítása mellett az élővilág (többek között a rénszarvasok, jegesmedvék, vándorsólymok és szirti sasok) védelme.
A kanadai közszolgálati média (Canadian Broadcasting Corporation) gyártotta Geological Journey ('Földtani utazás') című ismeretterjesztő sorozatban szerepel a Torngat-hegység.
2009-ben Drew Pogge tollából jelent meg cikk a kanadai Backcountry Magazine folyóiratban, melyben a torngat-hegységi síélményeiről ír. Ő csúszott le először a Navchak- és a Saglek-fjordokba, valamint a Caubvick oldalán.

## Fordítás
- Ez a szócikk részben vagy egészben  a   Torngat Mountains című angol Wikipédia-szócikk ezen változatának fordításán alapul.  Az eredeti cikk szerkesztőit annak laptörténete sorolja fel. Ez a jelzés csupán a megfogalmazás eredetét és a szerzői jogokat jelzi, nem szolgál a cikkben szereplő információk forrásmegjelöléseként.

## Külső hivatkozások
- Torngat Mountains
- Great photos of the mountain range
- Statistics Canada Principal heights by range or region
- Tales from the Torngats, August 2004
- Alexander Forbes Collection: Aerial photo survey of Labrador from 1931, 1932, and 1935 expeditions - University of Wisconsin-Milwaukee Libraries Digital Collections